# Caldera de biomassa

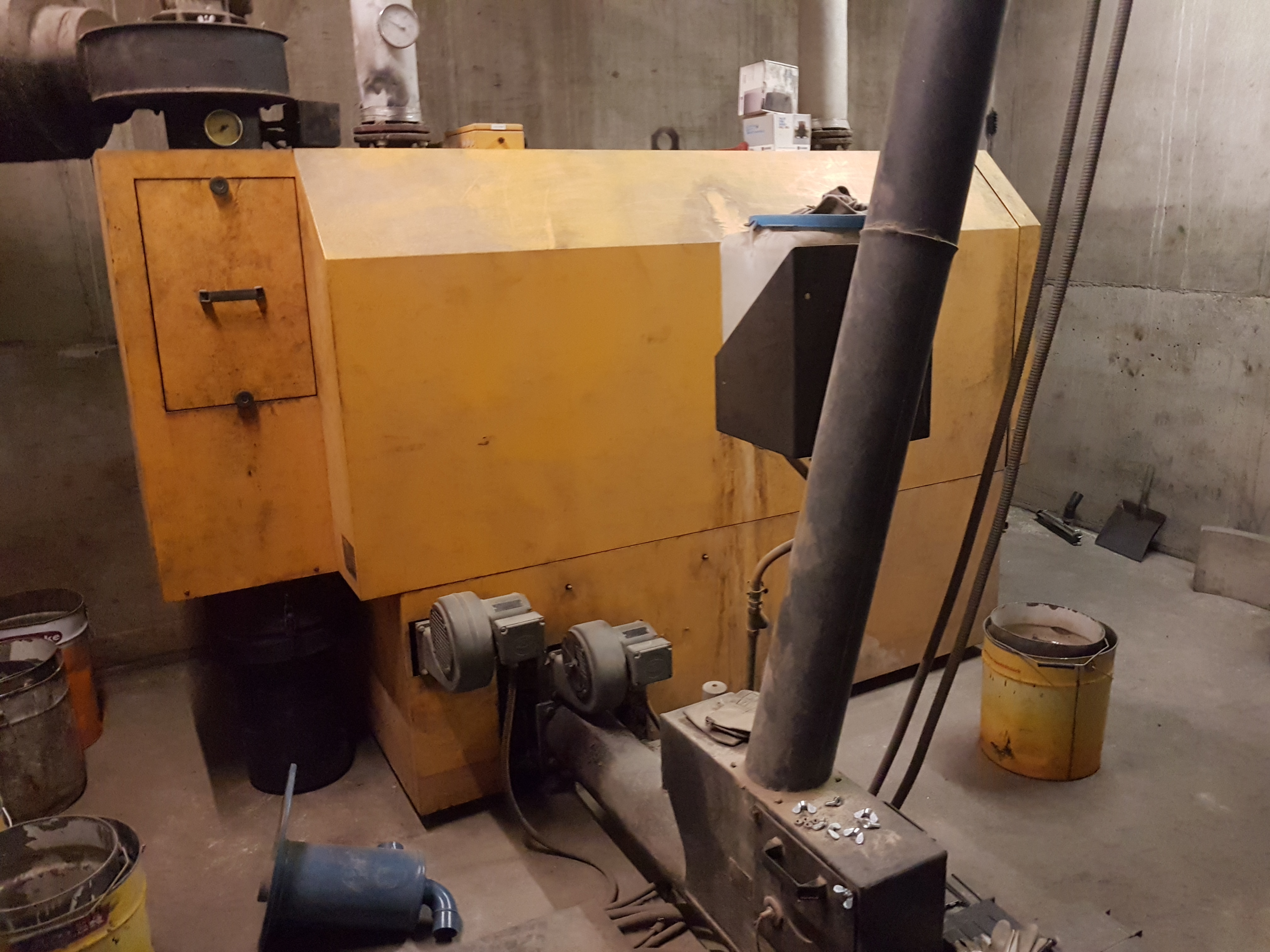
caldera de biomassa

Les calderes de biomassa són calderes destinades a la combustió de biomassa, normalment biomassa forestal o subproductes agrícoles, com el pinyol d'oliva, la closca d'ametlla o altres. Poden ser estufes, normalment de llenya o pèl·let, que escalfen una única sala i normalment actuen simultàniament com a elements decoratius, calderes de baixa potència per a habitatges unifamiliars o construccions de mida reduïda, calderes dissenyades per a un bloc o edifici d'habitatges, que actuen com a calefacció centralitzada, centrals tèrmiques que escalfen diverses instal·lacions o grup d'habitatges (xarxa de calor o district heating en anglès).

## Combustible

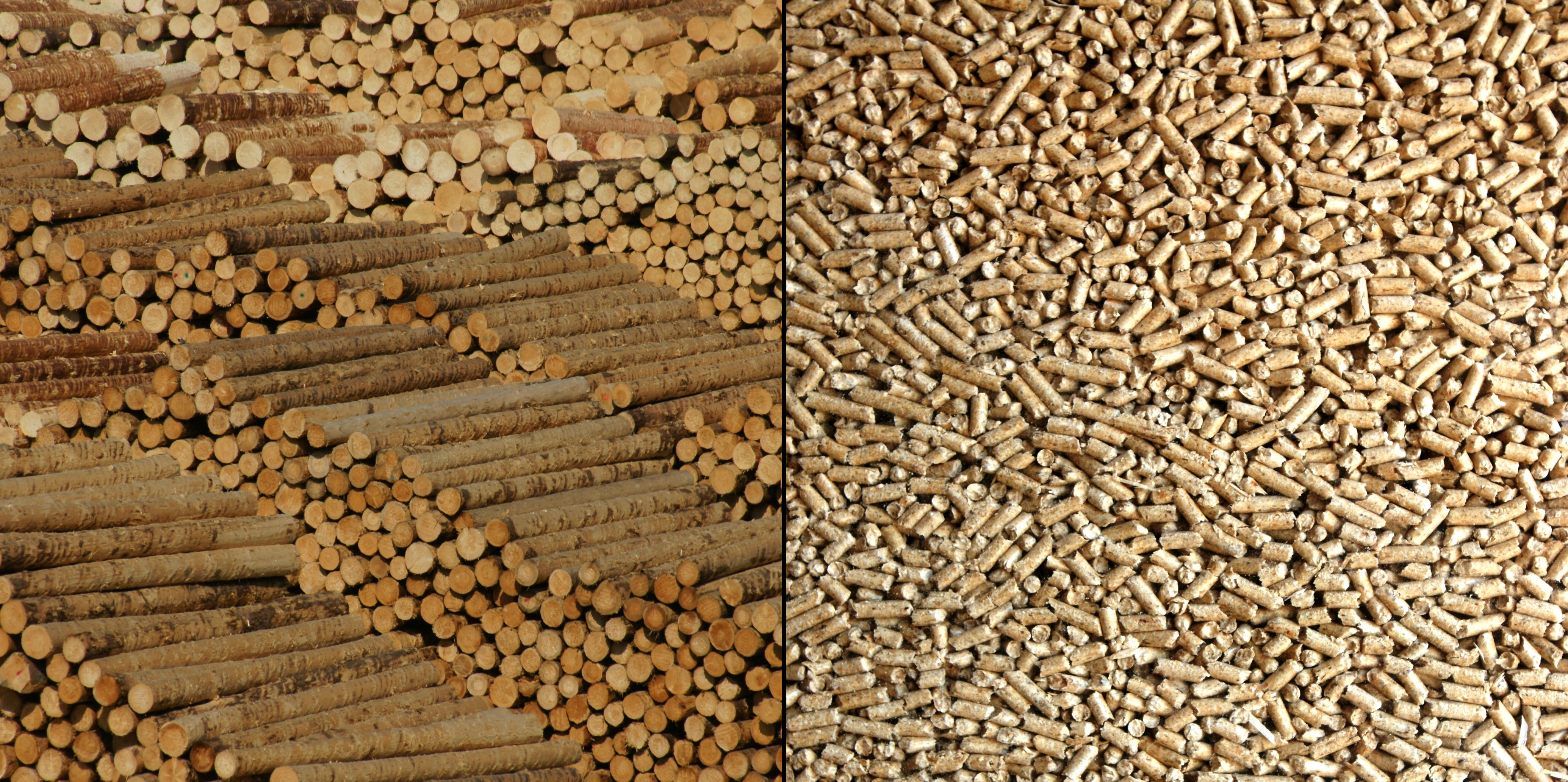
Llenya i pèl·lets

Les calderes de biomassa es classifiquen en funció del tipus de combustible que admeten i de la classe de tecnologia que utilitzen: Les calderes poden emprar llenya de mida petita, molt eficients i baix cost, pèl·let de mida petita (fins a 40 kW), altament eficients i baix cost, estelles, de mida mitjana o gran, altament eficients i una mica més cares que les de pèl·lets, o mixtes o policombustibles, de mida mitjana (potències des de 25 kW fins a 150 kW) o gran (potències superiors als 200 kW), i admeten diferents tipus de combustible programant la caldera i a vegades canviant el cremador.

## Tecnologia
Les calderes de biomassa igualen en prestacions de comoditat i rendiment les calderes de combustibles fòssils a què estem acostumats. Tot i que el cost de les calderes de biomassa és de 3 a 5 vegades el cost d'una caldera de gas o gasoil, el preu de la biomassa és molt menor, cosa que fa que l'amortització d'aquestes calderes de biomassa sigui interessant. Tanmateix, l'ús energètic de la biomassa presenta una sèrie de petits inconvenients en comparació amb l'ús dels combustibles fòssils: La biomassa té menys densitat energètica, la qual cosa fa que els sistemes d'emmagatzematge siguin més grans, els sistemes d'alimentació del combustible i l'eliminació de les cendres són més complexos i requereixen uns costos d'operació i manteniment més elevats, els canals de distribució de la biomassa no s'han desenvolupat tant com els dels combustibles fòssils, i la biomassa té un contingut elevat d'humitat, i això fa que en determinades aplicacions pugui caldre un procés previ d'assecatge. La instal·lació (caldera, cremador, sistemes d'alimentació, sitja, etc.) determina el material que hi pot entrar o no. Per això és necessari plantejar-se des del principi el biocombustible que es vol emprar i les característiques del lloc que s'ha de calefactar, per tal de dissenyar-ne la instal·lació adient.
Existeixen calderes convencionals adaptades per a biomassa son antigues calderes de carbó adaptades per poder utilitzar biomassa o calderes de gasoil amb un cremador de biomassa. Tot i que són barates, la seva eficiència és reduïda (75% – 85%). Acostumen a ser semiautomàtiques, ja que com que no estan dissenyades específicament per a biomassa no disposen de sistemes específics de manteniment i neteja.
Les calderes estàndard de biomassa estan dissenyades específicament per a un combustible determinat (llenya, pèl·let, estelles...), assoleixen rendiments de fins a un 92%. Generalment es tracta de calderes automàtiques, ja que disposen de sistemes automàtics d'alimentació del combustible, neteja de l'intercanviador de calor i extracció de cendres.
Les calderes mixtes permeten l'ús alternatiu de dos combustibles en funció de les necessitats econòmiques o de subministrament de cada situació. Necessiten un emmagatzematge i un sistema d'alimentació de la caldera per a cada combustible, per la qual cosa el cost d'inversió és més gran que per a altres tecnologies. El seu rendiment és alt, pròxim al 92%, i són calderes totalment automàtiques.
Les calderes de pèl·lets a condensació son petites, automàtiques i per a ús exclusiu de pèl·lets, aquestes calderes recuperen la calor latent de condensació continguda al combustible abaixant progressivament la temperatura dels gasos fins que es condensa el vapor d'aigua a l'intercanviador. Mitjançant aquesta tecnologia, l'estalvi de pèl·lets és del 15% respecte a una combustió estàndard, de manera que s'aconsegueixen les eficiències més altes del mercat, amb un rendiment de fins al 103% respecte al PCI.